# Georgi Piatakov
Georgi Leonidovitch Piatakov (em russo: Георгий Леонидович Пятаков) (6 de agosto de 1890 - 30 de janeiro de 1937), também conhecido pelas alcunhas de Kievski, Lialin, Petro e Iapontets, foi um líder revolucionário bolchevique e, posteriormente, membro da Oposição de Esquerda ao regime stalinista. 

## Primeiros anos
Piatakov nasceu em 6 de agosto de 1890 no distrito de Tcherkasi, no Oblast de Kiev (atualmente Ucrânia), no assentamento da fábrica de açúcar Mariinski, propriedade do seu pai, o russo Leonid Timofeevitch Piatakov. Durante os seus anos como estudante de ensino secundário, começou a participar em atividades anarquistas, mas em 1910 aderiu ao Partido Operário Social-Democrata Russo (POSDR), juntando-se à fação bolchevique em 1912. Nesse ano foi arrestado e deportado à região de Irkutsk, mas conseguiu fugir por Japão e chegar a Suíça onde participa, em 1915, no congresso do Partido em Berna. 

## Época revolucionária e líder da Ucrânia bolchevique
Algumas da suas opiniões e estratégias colidiram com as linhas do Comité Central do Partido, nomeadamente no que tem a ver com a questão dos direitos das nações, e a questão do humilhante acordo de paz com a Alemanha, onde o recém-criado governo bolchevique cedia um terço da população da Rússia, metade de sua indústria e nove décimos de suas minas de carvão, sobre as quais foi um dos mais importantes opositores às ideias de Lenin. Contudo, Piatakov dirigiu o Comité do POSDR desde março de 1917 e o Comité Militar Revolucionário de Kiev. Ademais, desde 1918 dirigiu a fação dos comunistas de esquerda em Ucrânia, que derivou na fundação do Partido Comunista (bolchevique) da Ucrânia, tornando-se o seu secretário geral durante o seu I Congresso. 
Desde outubro de 1918 a janeiro de 1919 foi o chefe do Conselho de Comissários do Povo da RSS da Ucrânia. Durante esse tempo, opus-se ao Diretório e colaborou na criação do Exército Vermelho na Ucrânia. Porém, as suas posições à esquerda da direção revolucionária fizeram com que fosse substituído pelo búlgaro Christian Rakovski, mais moderado. A sua distância com os líderes da revolução continuou a crescer, o que favoreceu a sua relação com Nikolai Bukharin. Nessa época, foi posto à frente da indústria mineira do Bacia Donets em 1921, até 1922, quando foi eleito vice-presidente do Gosplan da RSFS da Rússia e do Conselho Supremo de Economia Nacional da URSS. 

## Oposição de esquerda e morte
Em 1923 - após a morte de Lenin - ingressou no Comité Central do Partido, mas na época do stalinismo, a sua oposição à direção revolucionária fez-se ainda mais dura, especialmente na questão do centralismo democrático, a que se opus junto com outros bolcheviques da velha guarda, muitos dos quais seriam depois processados no Grande Expurgo. Nessa época, aderiu à denominada "Oposição de Esquerda" dirigida por Lev Trotski. Pela sua oposição a Stalin, ele foi perdendo os seus cargos oficiais progressivamente, até ser expulso do Partido. 
Porém, abandonou a oposição em 1928. Como consequência, foi readmitido no Partido e nomeado vice-ministro de Indústria Pesada, como segundo de Sergo Ordjonikidze. Volveu ingressar no Comité Central entre 1930 e 1934. Contudo, em 12 de setembro de 1936 foi novamente acusado de atividade anti-Partido e anti-soviética no marco do denominado segundo processo de Moscovo ou "Processo Piatakov", o que fez com que fosse novamente expulso. Piatakov foi julgado junto com outros líderes revolucionários opostos a Stalin, como Karl Radek, Grigori Sokolnikov, Nikolai Muralov, Mikhail Boguslavski, Leonid Serebriakov e outros. 
Durante o seu julgamento, foi acusado de conspirar com Trotski para derrocar o Governo soviético. Também foi acusado de conspiração com o nazismo para tomar o poder na URSS. Em 30 de janeiro de 1937 foi condenado a morte e fuzilado no día seguinte. Como a maior parte dos velhos bolcheviques, Piatakov foi reabilitado em 1988. 